# 1 Contra Todos
1 Contra Todos est une série télévisée brésilienne, produite par FIC et Conspiração Filmes (pt) et distribuée par Fox Brasil du 20 juin 2016 au 27 mars 2020. Elle est écrite par Gustavo Lipsztein, Thomas Stavros et Breno Silveira. Les deuxième et troisième saisons sont toutes deux nommées aux International Emmy Awards dans la catégorie meilleure série dramatique. Júlio Andrade y est nommé en tant que meilleur acteur en 2017 et 2018,,.
La quatrième et dernière saison est tournée en 2019 et diffusée en 2020 après une interruption de près de deux ans et met fin à l'intrigue de la série.

## Synopsis
Cadu perd son poste d'avocat alors que sa femme attend leur deuxième enfant. Sa situation se dégrade encore lorsqu'il est injustement condamné pour trafic de drogue à Taubaté, dans l'État de São Paulo. Pour survivre en prison, il se voit forcé de mentir et de tremper dans les affaires criminelles du lieu. Il reçoit l'aide d'un professeur emprisonné depuis plus de 25 ans pour trafic de drogue et homicide. Sa grande connaissance de la vie au sein du pénitencier lui permet de conseiller Cadu et les différents protagonistes. Convaincu par l'innocence de l'avocat, le professeur devient une figure paternelle pour lui. L'ancien avocat reçoit également le soutien de China et de Mãe. Le premier, reconnu coupable de meurtre, croit à ses mensonges, ce qui le conduit à devenir son ami et protecteur, risquant sa propre vie pour protéger celui qui est devenu le chef du trafic. Le second, condamné pour tentative de meurtre, obéit aux ordres de China, chef de la cellule où il est détenu.
En revanche, l'arrivée de Cadu fait perdre à Playboy, condamné pour braquage de banque, sa position dans la chaîne hiérarchique. Ce qui cause une forte hostilité envers le nouvel arrivant. Le pénitencier est sous la direction de Démosthène, un homme ambitieux et corrompu qui fait de la vie de Cadu un enfer. En parallèle, sa femme Malu, prête à tout pour sauver son mari, entre elle aussi dans le milieu du crime et atteint un poste de premier rang dans le trafic de drogue. Le cas de Cadu fait toujours l'objet d'une enquête menée par Jonas, un policier fédéral qui travaille depuis des années pour démanteler le cartel de Santa Cruz de La Sierra. Ses investigations l'amènent à croire en l'innocence de Cadu.

## Distribution

### Acteurs principaux
- Júlio Andrade : Carlos Eduardo Fortuna (Cadu)
- Júlia Ianina : Maria Luísa Pardinho Fortuna (Malu)
- João Fernandes : Téo Pardinho Fortuna
- Roberto Birindelli : José Pedro Pena (Pepe)
- Sílvio Guindane : Abelardo Ferreira da Silva (Mãe)
- Thogun Teixeira : João Paripuera dos Santos (China)
- Xando Graça : João Pardinho (JP)
- Adriano Garib : Demóstenes Alencar
- Stepan Nercessian : Simões Lobo
- Caio Junqueira : Jonas Cerqueira, Détective
- Sacha Bali : Luís Paulo Guedes Filho (Playboy)
- Roney Villela : Edimar Pereira (Santa Rosa)
- Adélio Lima : Nilo Ferreira da Cruz, Enseignant
- Gustavo Novaes : Marcelo da Figueira (Faz Nada)
- Rita Guedes : Telma Dirceu
- Marcelo Torreão : Luis Dirceu
- Brenda Sabryna : Liliana Dirceu
- Bernardo Alves : Carlos Fortuna (Carlinhos)
- Erom Cordeiro : Gael
- Willean Reis : Zévio
- Robson Santos : João le Taxi
- Lívia de Bueno : Carolina
- Luiz Magnelli : Odisseus
- Evelyn Castro : Tuta
- Antonio Ravan : Odraude
- Osvaldo Mil : Manco
- Héctor Medina : Arturo
- Julia Konrad[5] : Pepita Pena
- Roberto Bomtempo : Plínio Salomão, Détective
- Renato Livera : Bruno Pontes

### Invités
- Élcio Romar : Dr. Samir
- Anna Cotrim : Sônia
- Rômulo Neto : Maicon
- Felipe de Paula : Valadares
- Júlio Machado : Magrão
- William Vorhees : Alemão
- Antônio Sabóia : Cabo Euclides
- Gabriel Manita : Marlon
- Glauber Gonzales : Tião
- Leandro Santana : Maciel
- Edi Raffa : Estrela
- Mito Pontual : Germano
- Raphael Logam : Orelha
- João Victor Sales : Pedro
- Thiago Gaudêncio : Gabriel

## Épisodes

### Première saison (2016)
1. A Justiça é Cega
2. Lei Vem do Rei
3. Caminho do Crime
4. Reino Encantado
5. Dr X Dr
6. A Verdade Não Se Cria
7. A Final
8. Agora é Contra Todos

### Deuxième saison (2017)
1. A Prisão É Para Sempre
2. O Caça-Deputados
3. Ícaro
4. Pais e Filhos
5. Mensageiro da Verdade
6. Veneno da Lata
7. Brincadeira de Gente Grande
8. Fim do jogo

### Troisième saison (2018)
1. A Mentira É A Verdade
2. Foragido
3. Um Homem Morto
4. El Cobarde
5. Ayahuasca
6. Ka - Bum!
7. César Está Vivo
8. Paco Tem Que Morrer

### Quatrième saison (2020)
1. Pax Romana
2. Todos os caminhos levam a Miami
3. Dinheiro é a lei
4. Linhas Cruzadas
5. Presente de Grego
6. Criador e Criatura
7. Pagando o Preço
8. Liberdade

## Prix et nominations
| Année | Prix                                      | Catégorie                  | Nommé                                           | Résultat  | Ref   |
| ----- | ----------------------------------------- | -------------------------- | ----------------------------------------------- | --------- | ----- |
| 2017  | Golden Nymph Award                        | Meilleur programme long    | Breno Silveira Thomas Stavros Gustavo Lipsztein | Nommé     |       |
| 2017  | International Emmy Award                  | Meilleur acteur            | Júlio Andrade                                   | Nommé     |       |
| 2017  | Troféu APCA                               | Meilleur acteur            | Júlio Andrade                                   | Vainqueur |       |
| 2017  | Troféu APCA                               | Meilleur Série             | Breno Silveira Thomas Stavros Gustavo Lipsztein | Nommé     |       |
| 2017  | Prêmio Folha de S.Paulo                   | Meilleure Série            | Breno Silveira Thomas Stavros Gustavo Lipsztein | Nommé     |       |
| 2017  | Prêmio Folha de S.Paulo                   | Meilleur acteur            | Júlio Andrade                                   | Nommé     |       |
| 2018  | Prêmio Platino                            | Meilleure Série            | Breno Silveira Thomas Stavros Gustavo Lipsztein | Nommé     |       |
| 2018  | Prêmio Platino                            | Meilleur acteur            | Júlio Andrade                                   | Nommé     |       |
| 2018  | Prêmio Platino                            | Meilleur actrice           | Júlia Ianina                                    | Nommé     |       |
| 2018  | Prêmio Extra de Televisão                 | Meilleure Série            | Breno Silveira Thomas Stavros Gustavo Lipsztei  | Nommé     |       |
| 2018  | International Emmy Award                  | Meilleur acteur            | Júlio Andrade                                   | Nommé     | [ 6 ] |
| 2018  | International Emmy Award                  | Meilleure série dramatique | Breno Silveira Thomas Stavros Gustavo Lipsztein | Nommé     | [ 6 ] |
| 2018  | 12 Prêmios Fiesp / Sesi-SP de Cinema e TV | Meilleur Série             | Breno Silveira Thomas Stavros Gustavo Lipsztein | Nommé     |       |
| 2018  | Troféu APCA                               | Meilleur acteur            | Júlio Andrade                                   | Nommé     | [ 7 ] |
| 2019  | International Emmy Award                  | Meilleure série dramatique | Breno Silveira Thomas Stavros Gustavo Lipsztein | Nommé     | [ 8 ] |